# Юве Стабия
„СС Юве Стабия“  (на италиански: Società Sportiva Juve Stabia) e италиански футболен клуб от град Кастеламаре ди Стабия. Основан през 1907 г. Домашните си мачове играе на арена „Ромео Менти“, с капацитет от 10 400 зрители. „Юве Стабия“ никога в историята си не е играл в Серия А. Дълго време най-доброто постижение на отбора e 20-о място в Серия Б (през сезон 1951/52). Но през 2011/12 отбора се връща във втората по значимост дивизия и подобрява своя рекорд на 11 място.

## Известни играчи
- Джонатан Бакини
- Дженаро Иецо
- Стефано Сорентино

## Известни треньори
- Луис Винисио
- Дарио Бонети
- Антонио Войяк

## Български играчи
- Живко Атанасов: 2016/17 – (26 мача – 1 гол)